# Volkswagen Passat VII
La Volkswagen Passat VII (chiamata anche Passat B7) è un'autovettura prodotta dalla casa automobilistica tedesca Volkswagen dal 2010 al 2014.
Si tratta della settima generazione della berlina Volkswagen.

## Descrizione

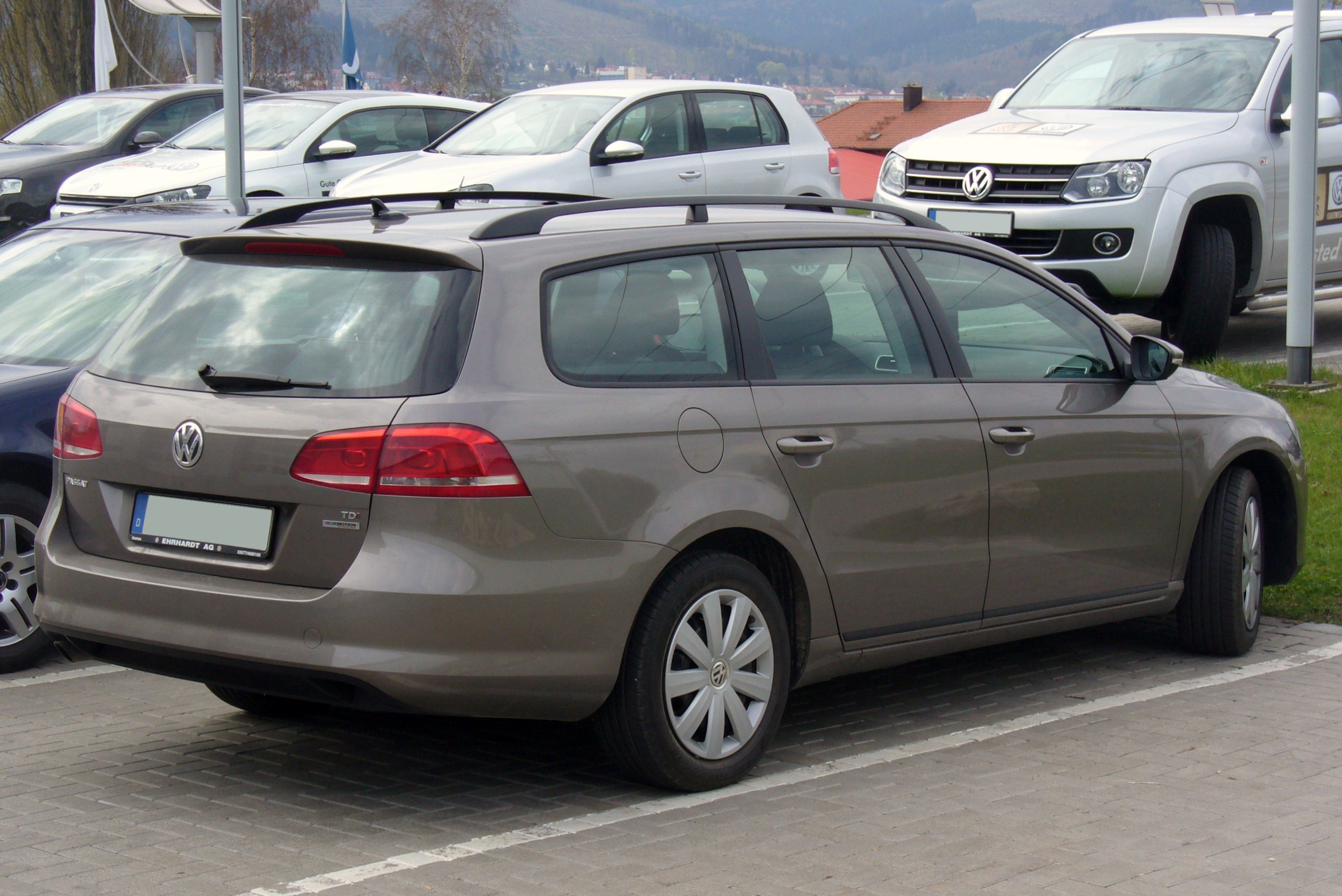
Posteriore della Variant B7

Alla fine del 2010 la Passat viene sottoposta a un'incisiva rivisitazione. In questa versione, spesso indicata come Passat B7, pur mantenendo invariato il telaio rispetto alla versione 3C, il design risulta completamente riveduto (gruppi ottici e calandra) anticipando le linee che esordiranno pochi anni dopo nella ottava versione denominata 3G5. Le dimensioni rimangono di 477x182 con un'altezza di 152 cm. Il passo è di 271 cm.
Nella versione Station Wagon, il bagagliaio di 603 litri, elevabile a 1 731, è tra i più capienti della categoria.
A differenza degli esterni, gli interni rimangono pressoché invariati. Viene inserito un orologio analogico nel mezzo del cruscotto, e spostato il pulsante del freno a mano. Il pannello della porta del guidatore ora ha lo stesso design di quello della porta del passeggero.

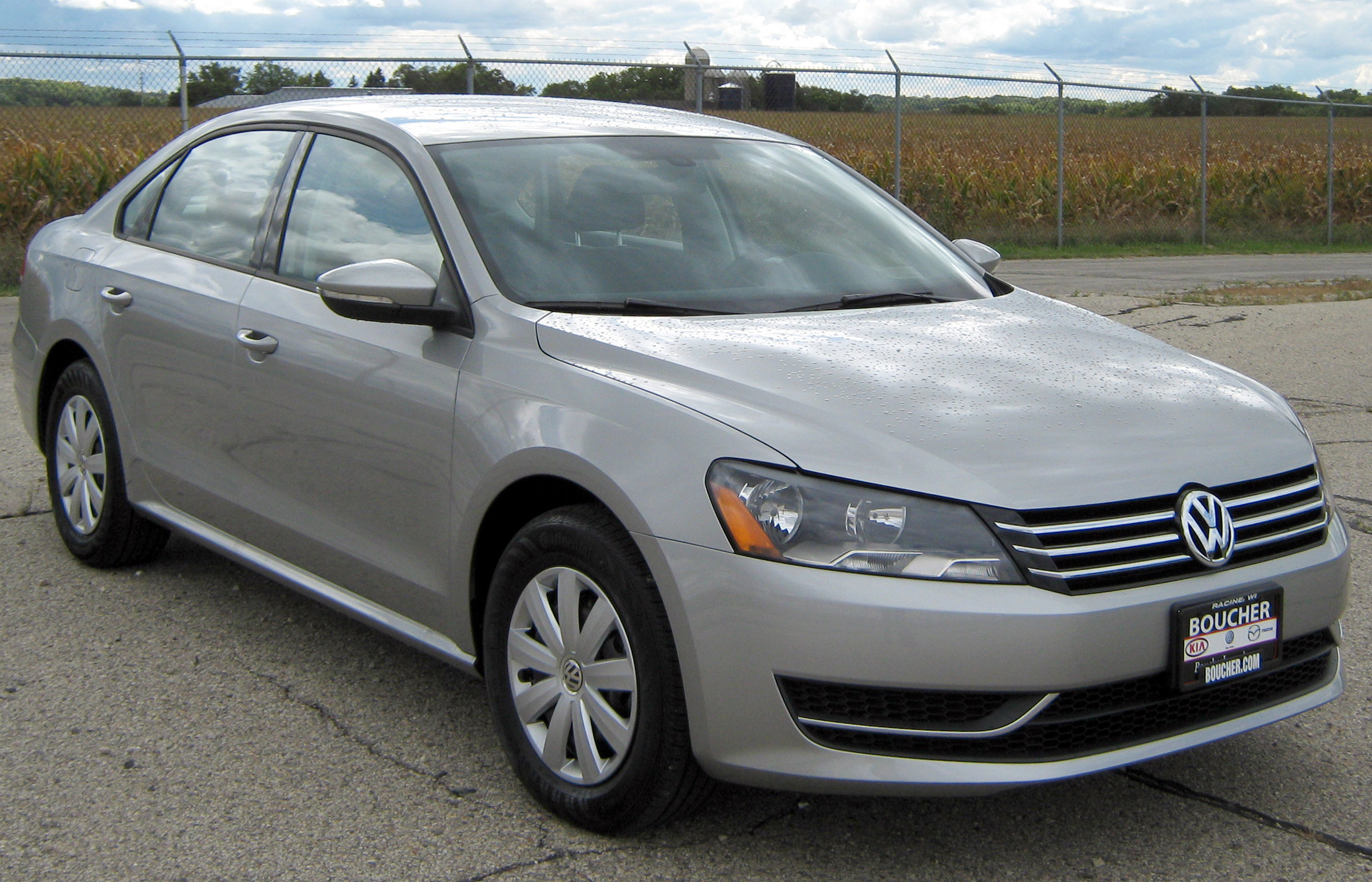
Volkwsagen Passat NMS

Nei crash test dell'Euro NCAP a cui è stata sottoposta nel 2010 ha ottenuto il risultato di 5 stelle.
Rimangono in listino solo le motorizzazioni con tecnologia BlueMotion, sia benzina (1.4, 1.6 e 1.8 TSI, 1.4 TSI Ecofuel e il nuovo 3.6 FSI già in dotazione alla Passat CC) che Diesel common-rail (1.6 e 2.0 TDI), molte delle quali introdotte a novembre 2008 già sulla B6 facelift.

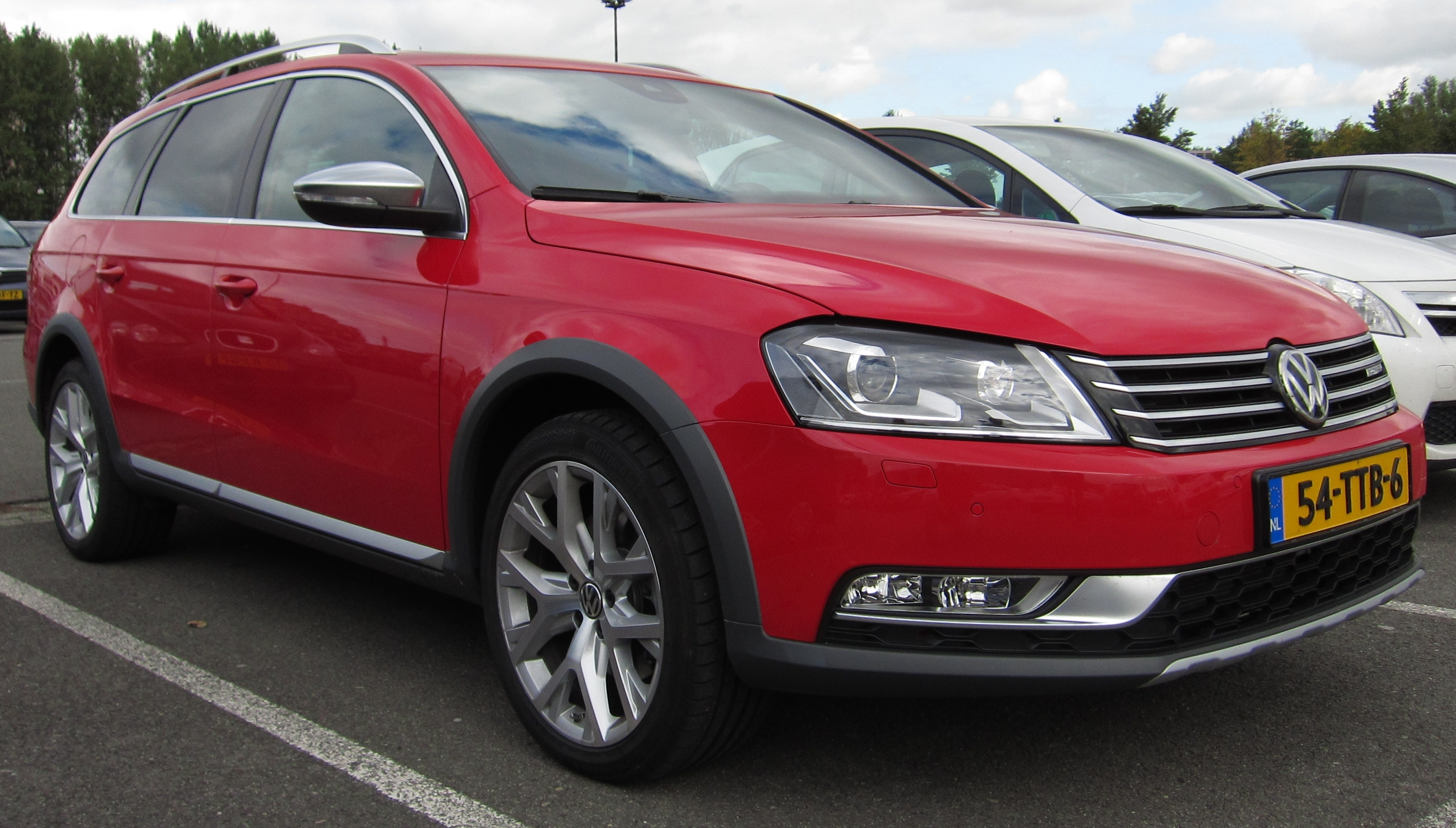
Volkswagen Passat Alltrack

Le versioni meno potenti (1.4 e 1.8 TSI) sono state abbinate (optional) a un cambio DSG 7 marce a secco, mentre le restanti versioni sono state abbinate a un più affidabile e collaudato DSG 6 marce "a bagno d'olio".
La trazione 4Motion era disponibile on-demand sulle versioni 2.0 TDI e 2.0 TDI BlueMotion in abbinamento al cambio automatico DSG.
Della settima serie ne è stata realizzata anche una versione denominata Alltrack. Tale modello era dotato di trazione integrale 4Motion e scocca rialzata per permetterle di viaggiare sui terreni sconnessi e sterrati. Le sospensioni erano state elevate di 30 mm, mentre il propulsore 2.0 TDI da 170 CV con più potenza veniva gestito (come optional) da un cambio DSG a sei rapporti con doppia frizione.

## Motorizzazioni
| Modello                        | Disponibilità | Motore  | Cilindrata (cm³) | Potenza         | Coppia Massima (Nm) | Emissioni CO2 (g/km) | 0–100 km/h (secondi) | Velocità max (km/h) | Consumo medio (km/L) |
| 1.4 TSI BlueMotion             | dal 2010      | Benzina | 1390             | 90 kW (122 CV)  | 200                 | 138                  | 10,3                 | 205                 | 16,9                 |
| 1.8 TSI                        | dal 2010      | Benzina | 1798             | 118 kW (160 CV) | 250                 | 165                  | 8,6                  | 222                 | 14,1                 |
| 3.6 FSI V6 4Motion             | dal 2010      | Benzina | 3597             | 220 kW (300 CV) | 350                 | 215                  | 5,6                  | 250                 | 10,5                 |
| 1.6 TDI Bluemotion             | dal 2010      | Diesel  | 1598             | 77 kW (105 CV)  | 250                 | 114                  | 12,2                 | 195                 | 23,3                 |
| 2.0 TDI Bluemotion             | dal 2010      | Diesel  | 1968             | 103 kW (140 CV) | 320                 | 119                  | 9,8                  | 213                 | 21,7                 |
| 2.0 TDI 4Motion                | dal 2010      | Diesel  | 1968             | 103 kW (140 CV) | 320                 | 143                  | 10,2                 | 210                 | 18,2                 |
| 2.0 TDI BlueTDI                | dal 2010      | Diesel  | 1968             | 105 kW (143 CV) | 320                 | 139                  | 9,9                  | 214                 | 18,9                 |
| 2.0 TDI BlueMotion DSG         | dal 2010      | Diesel  | 1968             | 125 kW (170 CV) | 350                 | 139                  | 8,8                  | 223                 | 18,9                 |
| 2.0 TDI BlueMotion 4Motion DSG | dal 2010      | Diesel  | 1968             | 125 kW (170 CV) | 350                 | 149                  | 8,7                  | 220                 | 17,5                 |
| 1.4 TSI EcoFuel                | dal 2010      | Metano  | 1390             | 110 kW (150 CV) | 220                 | 117                  | 9,8                  | 214                 | 15,2                 |